# Igra s olovkom i papirom
Ima raznih igara s olovkom i papirom, a većinu igraju dvoje ili više igrača.

## Igre
- Vješala
- Podmornice
- Kružić i križić
- Igre uloga
- Igre gradova